# Clare Briggs

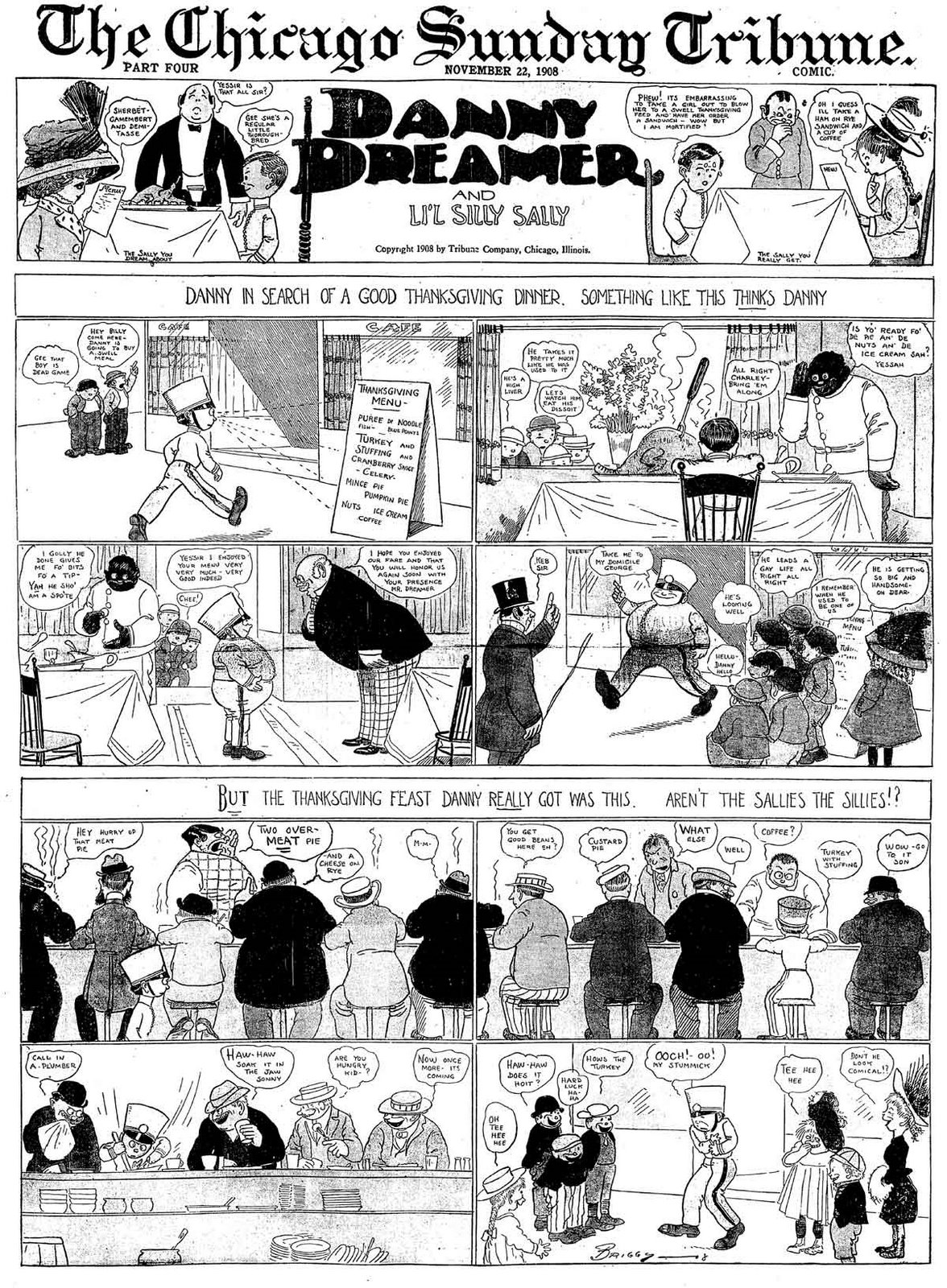
Von Briggs gezeichneter Comicstrip aus dem Jahr 1908

Clare Briggs (* 5. August 1875 in Reedsburg, Wisconsin; † 3. Januar 1930 in New York) war ein US-amerikanischer Cartoonist und Comiczeichner. Mit dem Comic A. Piker Clerk schuf er den ersten daily strip.

## Leben und Werk
Briggs, der mit seiner Familie nach Illinois und Nebraska zog, veröffentlichte seine erste Zeichnung in den 1890er-Jahren in The Western Penman. Im Jahr 1896 wurde er Zeichner des St. Louis Democrat, zwei Jahre später wechselte er zum St. Louis Chronicle. Um 1900 zog Briggs nach New York, wo er am Pratt Institute studierte und für das New York Journal sowie die New York World arbeitete. William Randolph Hearst stellte ihn als Zeichner für seine Chicagoer Zeitungen ein. Dort schuf er mit A. Piker Clerk den ersten täglich erscheinenden Comic. A. Piker Clerk hielt sich insgesamt anderthalb Jahre und wurde später von Bud Fisher mit Mutt and Jeff erfolgreich plagiiert. Im Jahr 1914 zog Briggs nach New York zurück und schuf dort noch etliche weitere Serien. In seinen letzten Lebensjahren hatte Briggs mit Gesundheitsproblemen zu kämpfen, bevor er im Januar 1930 im Alter von 54 Jahren starb. Während seiner Schaffensperiode schuf Briggs zahlreiche Serien wie beispielsweise When a Feller Needs a Friend, Movie of a Man, Someone's Always Taking the Joy Out of Life, There's at Least One in Every Office, Real Folks at Home, Mr. and Mrs. und Danny Dreamer.